# The Wild Hunt (Watain)
The Wild Hunt è il quinto album della band black metal Watain, pubblicato nel 2013 sotto l'etichetta discografica Century Media.

## Tracce
1. Night Vision – 3:38
2. De Profundis – 4:33
3. Black Flames March – 6:20
4. All that May Bleed – 4:41
5. The Child Must Die – 6:04
6. They Rode On – 8:43
7. Sleepless Evil – 5:37
8. The Wild Hunt – 6:20
9. Outlaw – 5:07
10. Ignem Veni Mittere – 4:39
11. Holocaust Dawn – 7:07

## Formazione
- Håkan Jonsson - batteria
- Pelle Forsberg - chitarra
- Erik Danielsson - voce, basso, chitarra
- C. Blom - chitarra